# Riels de Fay
Riels de Fay (en catalán: Riells del Fai) es un pueblo del término municipal de Bigas, en el sector noroccidental de la comarca del Vallés Oriental (Barcelona, España).
Está situado en el noroeste de Bigas, al este de San Felíu de Codinas y al suroeste del antiguo pueblo de San Pedro de Bertí. Es a los pies de los Cingles de Bertí y del monasterio de San Miguel de Fay, en la cabecera del valle del río Tenes. Se accede por la carretera BV-1483, de un kilómetro de longitud, que arranca de la BP-1432 en su punto kilométrico 22,4, unos dos kilómetros al noroeste de Bigas.

## Etimología
El filólogo Joan Coromines establece que Riels procede del diminutivo románico del primitivo río, haciendo referencia a los numerosos arroyos que la orografía del lugar forman en esta vertiente de los Cingles de Bertí.

## Geografía
El Tenes constituye el eje vertebrador de este antiguo término; este río entra en tierras de Riels de Fay en San Miguel de Faiy, donde hace el espectacular salto de agua que da nombre al territorio: "fall" o "haz", según la pronunciación local. Enseguida, ya debajo risco que acoge el Monasterio de San Miguel de Fay, se le junta el Ruiseñor, que también hace un salto muy vistoso cuando llueve. Ya en el fondo del valle se juntan, por la izquierda, el torrente del Gato, en la Madella, y el torrente de Llobregat, en el Molino del Pinar. Justamente en recibir el torrente de Llobregat acaba Valle de San Miguel, que se extiende desde San Miguel de Fay hasta el Molino de la Pineda. A la altura del Regassol recibe por la derecha el torrente de la Bassella, que baja de San Felíu de Codinas. Al poco, al haber dejado atrás Can Margarit y de recibir por la izquierda el torrente de Can Canals, entra en tierras del pueblo de Bigas.
Estas tres son las unidades geográficas básicas del término del pueblo de Riels de Fay: Valle de San Miguel, la del torrente de Llobregat y la del torrente de la Bassella y torrente del Villar (parte superior del valle del de la Bassella), aunque en este último valle, solo la mitad meridional pertenece a Bigas; la septentrional es de San Felíu de Codinas. Habría que añadir una cuarta: la del torrente de Can Canals, que ya ha sido mencionado, aunque este valle es ya mojón con el término del pueblo de Bigas. El hecho de que los términos de los dos pueblos estén fusionados en el de Bigas desdibuja un poco en la actualidad esta realidad geográfica, pero la adscripción parroquial de las masías todavía la hace presente.
Antes de 1950, la Sagrera de Riels de Fay era el único pueblo del término municipal. El resto, incluido el pueblo de Bigas, era un diseminado de casas que en algunos lugares formaba pequeños vecindarios, como los que se mencionan en el párrafo siguiente.
Un buen número de masías completan este pueblo: los vecinos de Can Quintanes (con las masías de Can Barretó, Can Berga, Can Quintanes, Can Verdereny y Can Vileu) y el Valle Blanca, y las masías de Can Andreu, Can Batlles, Can Berga Viejo, Can Bonet, Can Camp, Can Spud, Can Casanoves, Can Coll, Can Figueres, Can Griera, Can Jaume, la Madella, Can Margarit, Can Mas, Can Mimer, Can Pagès, Can Pau Boget, la fuente del Pinar, Can Peric, Pinar, el Chopo, Can Prat, Can Rector, el Regassol, Can Tabola, el mas Viaplana, el Molino de Can Camp, el Molino de la Madella, el Molino del Pinar y el Molino de Regassol, entre otros.
Pertenece al obispado de Vich, como la cercana población de San Felíu de Codinas y no como la cabecera municipal, el pueblo de Bigas, que corresponde al obispado de Tarrasa.

## Historia
Se tiene constancia de Riels de Fay desde el año 971.
Pascual Madoz informa en su Diccionario geográfico ... del pueblo de Riells de San Miquel del Fai, que está formado por unas 150 casas, que acogen 60 vecinos (cabezas de familia) y unas 300 almas (habitantes). Se puede leer que es en un valle fertilizada por Tenes, donde escogen legumbres, vino, aceite, trigo sarraceno, patatas y cebollas. De este último producto, los de Riells sacan mucho provecho vendiéndolas por los pueblos del entorno y para todo el plan de Vich y de Granollers. Había también abundante caza de liebres, conejos y perdices y, en el campo de la industria, varios molinos de harina.
A principios del siglo XX, Celso Gomis dice sobre Bigas (entendido como el actual Bigas y Riells), textualmente, lo siguiente: El ayuntamiento de este municipio se reúne en Riells del Fai y está formado por las siguientes entidades: el pueblo de Bigas, los caseríos de Riells, el Picardell, el Plan del Rojo, San Mateo de Montbuy, La Torre y La Vall Blanca de Riells y 185 casas esparcidas, reuniendo un total de 263 edificios con 908 habitantes de hecho y 899 de derecho.
En los últimos cincuenta años ha crecido mucho, de primero a partir de casas de segunda residencia que han ido aconteciendo de primera residencia en los últimos años. En la actualidad el pueblo viejo permanece rodeado de urbanizaciones, entre las que destacan Los Bosques de Riells, Can Castanyer, el Rincón del Bosque, Valle Blanca, las Torres de la Madella y Vallderrós. La del Rincón del Bosque es compartida con San Felíu de Codinas.

## Entidades y asociaciones
La Asociación Riells Activo (ARA) constituida en 2008 fruto de la voluntad de unos cuantos vecinos del pueblo con la intención de fomentar la participación popular en las fiestas y tradiciones a lo largo del año. Los objetivos principales de la asociación son la dinamización social y cultural de Riels de Fay mediante la organización de las fiestas populares, así como recuperar espacios del entorno natural más cercano. Otras entidades: Coral San Vicente, Asociación Belenista de Riells del Fai, Motoclub.
En 2011 se creó la asociación Bigues i Riells Entorno Natural que tiene en sus estatutos la defensa y protección del Espacio de Interés Natural de los Cingles de Bertí dentro del municipio de Bigas (mayoritariamente dentro del término del pueblo de Riels de Fay); entre sus prioridades figura la pareja de águila perdicera que anida en los riscos del espacio natural, y que por su máxima protección a nivel europeo y estatal ha sido el motivo principal de la creación de la zona protegida.